# Diagrama de Carroll

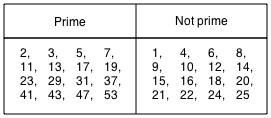
Un diagrama simple de Carroll.

Un diagrama de Carroll és una representació gràfica usada per agrupar coses d'una manera si/no. Nombres i objectes són categoritzats com x (tenint una qualitat x) o no x (no tenint aquest atribut). Són anomenats així en al·lusió a Lewis Carroll, el pseudònim de Charles Lutwidge Dodgson, el famós autor d'Alícia al País de les Meravelles qui també era matemàtic. Encara que els diagrames de Carroll poden ser simples com el mostrat a dalt, els més coneguts són com el mostrat a l'esquerra, on dos atributs són mostrats. L'univers d'un diagrama de Carroll es conté dins de les caixes en el diagrama, com qualsevol nombre o objecte ha o bé tenir una qualitat, o bé no tenir-la. Els diagrames de Carroll són freqüentment apresos per escolars, però poden ser usats també fora d'aquest camp. Per exemple, representen una manera molt ordenada i útil de categoritzar i exhibir certs tipus d'informació.

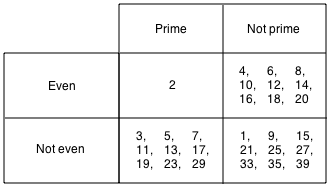
Un diagrama més complex de Carroll.

Aquests diagrames usats molt sovint en la teoria de conjunts aplicada a estructures computacionals, són de gran ajuda en el maneig de les estructures booleanes on es manegen els estats dels circuits electrònics com 1 i 0 en el sistema binari (encès i apagat), a més que és una evolució del diagrama de Venn el qual té problemes per representar totes les regions existents quan el nombre de conjunts és major a tres...